# كارلوس بورجوس
كارلوس بورجوس (بالإسبانية: Carlos Borges) كان لاعب كرة قدم أرجنتيني كان يلعب ك. سبق له أن لعب في كأس العالم لكرة القدم مع منتخب بلاده.

## روابط خارجية
- كارلوس بورجوس على موقع الاتحاد الدولي (مؤرشف)  (الإنجليزية)
- كارلوس بورجوس على موقع الاتحاد الأوربي (الإنجليزية)
- كارلوس بورجوس على موقع قاعدة بيانات كرة القدم.إي يو (الإنجليزية)
- كارلوس بورجوس على موقع ناشيونال فوتبول تيمز (الإنجليزية)
- كارلوس بورجوس على موقع Soccerway.com (الإنجليزية)
- كارلوس بورجوس على موقع عالم كرة القدم.نت (الإنجليزية)